# 奥氏马先蒿
奥氏马先蒿（学名：Pedicularis oliveriana）是列当科马先蒿属的植物。分布于喜马拉雅以及中国大陆的西藏等地，生长于海拔3,400米至4,000米的地区，多生在河岸柳林下、林下湿润处以及喜沙性土壤，目前尚未由人工引种栽培。

## 异名
- Pedicularis oliveriana Prain ssp. lasiantha Tsoong